# Свирский, Яков Осипович
Яков Осипович Свирский (1902, Петрозаводск — 1990?) — советский архитектор. Участник Великой Отечественной войны.

## Биография
Яков Осипович Свирский родился 7 (20) января 1901 года в Петрозаводске. Учился на Архитектурном факультете Ленинградского высшего художественно-технического института (бывш. Академия художеств, ВХУТЕИН). Окончил в 1927 г.
Среди его преподавателей в ЛВХТИ: А. Е. Белогруд, Л. Н. Бенуа, В. Г. Гельфрейх, Л. В. Руднев, С. С. Серафимов, И. А. Фомин, В. А. Щуко.
В 1940-х — архитектор Гипромеза. Участвовал в проектировании и строительстве Ленинградского Дома Советов в качестве заместителя главного архитектора (Н. А. Троцкого) и начальника проектного бюро; в  1940, после кончины Н. А. Троцкого, был назначен главным инженером строительства, которое велось Стройтрестом №2 НКВД СССР. 
С первых дней Великой Отечественной войны принимал активное участие в строительстве оборонительных сооружений Ленинграда. По заданию Треста №2 руководил устройством оборонительных сооружений в районе Мясокомбината — Купчинского шоссе, затем был командирован в прифронтовую полосу в качестве начальника участка на строительстве рубежа в районе Кингисепп — Веймарн. Выехал из Ленинграда в октябре 1942..
Руководил проектированием и строительством спецобъектов и жилых домов в Куйбышеве (ныне Самара), затем работал военным инженером. 
Награждён медалью «За оборону Ленинграда».
Вернулся в Ленинград в 1946 году. Преподавал в ЛИСИ.
В 1946—1956 годах по проектам Я. О. Свирского выполнялись значительные планировочные работы в Нижнем Тагиле, Никополе, Кривом Роге, Петровске-Забайкальском. Он автор типовых проектов ремесленных училищ, им были созданы стадионы и парки в Новотроицке, Петровске-Забайкальском, плавательные бассейны и жилые дома в Сочи и других городах, поликлиника в Магнитогорске.

## Основные проекты и постройки
- Павильон СССР на ЭКСПО-70 — выставочный павильон СССР на международной вставке Экспо 1970 года в Осака (Япония), соавтор Посохин, Михаил Васильевич.

В Ленинграде:
- Текстильный институт на углу улицы Герцена и Кирпичного переулка — обработка фасада незавершенного здания банка (1930 г.; соавтор Л. В. Руднев);
- Профилакторий Московско-Нарвского района (1928—1930 гг.; соавторы: Л. В. Руднев, О. Л. Лялин, И. И. Фомин; производитель работ В. Ф. Райлян).
- Профилакторий «Текстильщица» на 4 000 посещений (иначе — Володарского района; ныне больница на пр. Елизарова, д. 32) (1928—1930 гг.; соавторы: Л. В. Руднев, Е. А. Левинсон, О. Л. Лялин, И. И. Фомин).
- Музей Ботанического сада (1928—1930 гг.; соавтор Л. В. Руднев; конкурс всесоюзный; 2-я премия);
- Спортивный комплекс «Динамо» на Крестовском острове (соавтор О. Л. Лялин)[5];
- Жилой дом Гипромеза на улице Блохина, 19/21 (1952—1954)[3].

В Москве:
- Дворец культуры Пролетарского района (1930 г.; соавтор Л. В. Руднев; конкурс);
- Всесоюзный институт экспериментальной медицины — ВИЭМ (1932 г.; соавторы: О. Л. Лялин, Л. В. Руднев);

В других городах:
- Дом Государственного издательства (АЗГИЗ) в Баку — (1928 г.; соавтор В. О. Мунц; конкурс всесоюзный МАО, 1-я премия);
- Госбанк в Новосибирске (1928—1930 гг.; соавторы: Л. В. Руднев, В. О. Мунц; конкурс всесоюзный, 3-я премия);
- Дом культуры в Окуловке (1928—1929 гг.);
- Уральский Политехникум в Свердловске (1928—1930 гг.; соавторы: Л. В. Руднев, Левинсон Е. А., И. И. Фомин; конкурс всесоюзный МАО; 4-я премия).
- Нижний Тагил — застройка кварталов (1946—1955 гг.; руководитель);
- Санаторий «Металлург» в Сочи (1950 г.; соавторы: Г. Л. Битов, О. А. Угрюмова).

## Адреса
- 1940—50-е — Ул. Некрасова, 16, кв. 40[4][6].
- 1960-е — Ул. Маяковского, 30[7]